# Elobi
Elobi est un village situé dans le département du Lom-et-Djérem de la région de l'Est du Cameroun. Il se trouve plus précisément dans l'arrondissement (commune) de Bélabo et le quartier de Bélabo-ville.

## Population
En 2005, le village d'Elobi comptait 1 632 habitants dont : 803 hommes et 829 femmes.

## Annexe